# 貴嶺問答
貴嶺問答（きれいもんどう）とは、平安時代末期に書かれたとされている65ヶ条（120通）からなる往復消息文例集の形態を取った往来物。著者は中山忠親と言われている。
記述中に治承2年（1183年）当時の事件である木曾義仲の入京や東大寺大仏再建について触れられた文言があるため、文治・建久年間に書かれたと考えられている。
正月から12月までの往復消息の形態を取って、令10巻の内容や朝廷の公事・儀式、摂関家の行事、その他有職故実に関する質疑応答を掲載している。消息の実用性よりも有職故実の知識の網羅を重視して公家の子弟の教育に資するために作成されており、作中の消息の中には文通者の氏名や日付が記されていないものもある。だが、一方で巻末に消息の書き方に関する要点について述べた記述があり、後世における書札礼の先駆的な存在ともみなされている。